# 悪しき母たち
『悪しき母たち』（あしきははたち、独: Die bösen Mütter, 伊: Le cattive madri, 英: The Evil Mothers）は、イタリアの画家ジョヴァンニ・セガンティーニが1894年に描いた絵画。象徴主義作品。

## 概要
オーストリア・ウィーンのオーストリア・ギャラリーに所蔵されている。縦 120 センチメートル、横 225 センチメートルの大きさをもつ。
本作は、オペラ台本作家のルイージ・イッリカがサンスクリット語の仏教説話からイタリア語に翻訳した『ニルヴァーナ』（涅槃）という詩を、セガンティーニが絵画化したものである。セガンティーニは、本作の対作品として『淫蕩な女たちへの懲罰』 (The Punishment of Lust) を1891年に製作している。

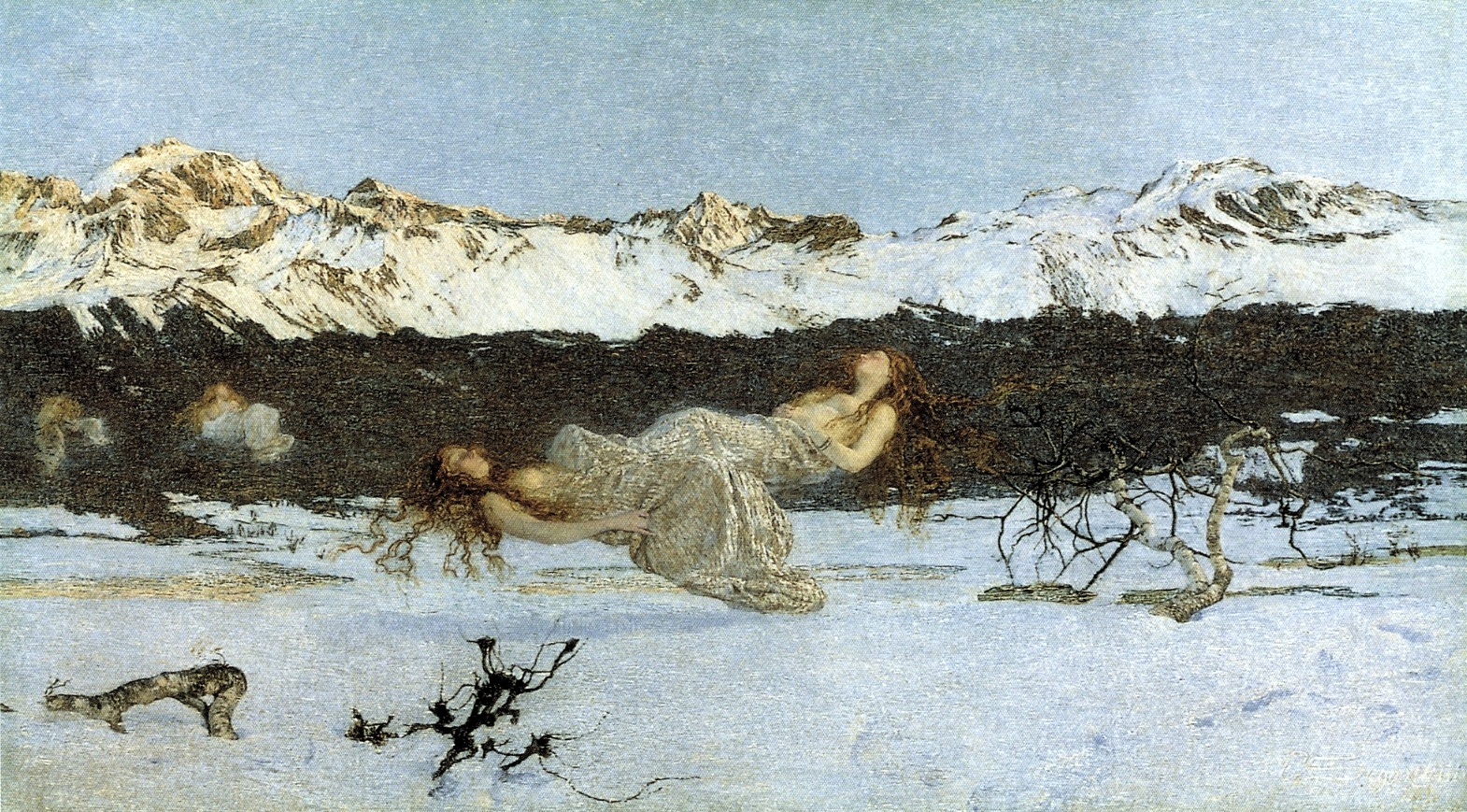
『淫蕩な女たちへの懲罰』(1891年)

セガンティーニは、6歳のときに母親を亡くしている。西洋文化史家の中野京子は、「母性を讃えるため、母性を持たない女たちを酷く罰する絵を描く、というのは、時代風潮もあったにせよ、やはりセガンティーニの屈折した思いゆえだろう」と述べている。
作品は4連作となっていて『生命の果実』、『淫蕩な女たちへの懲罰』、『生命の天使』、『悪しき母たち』が最終作である。

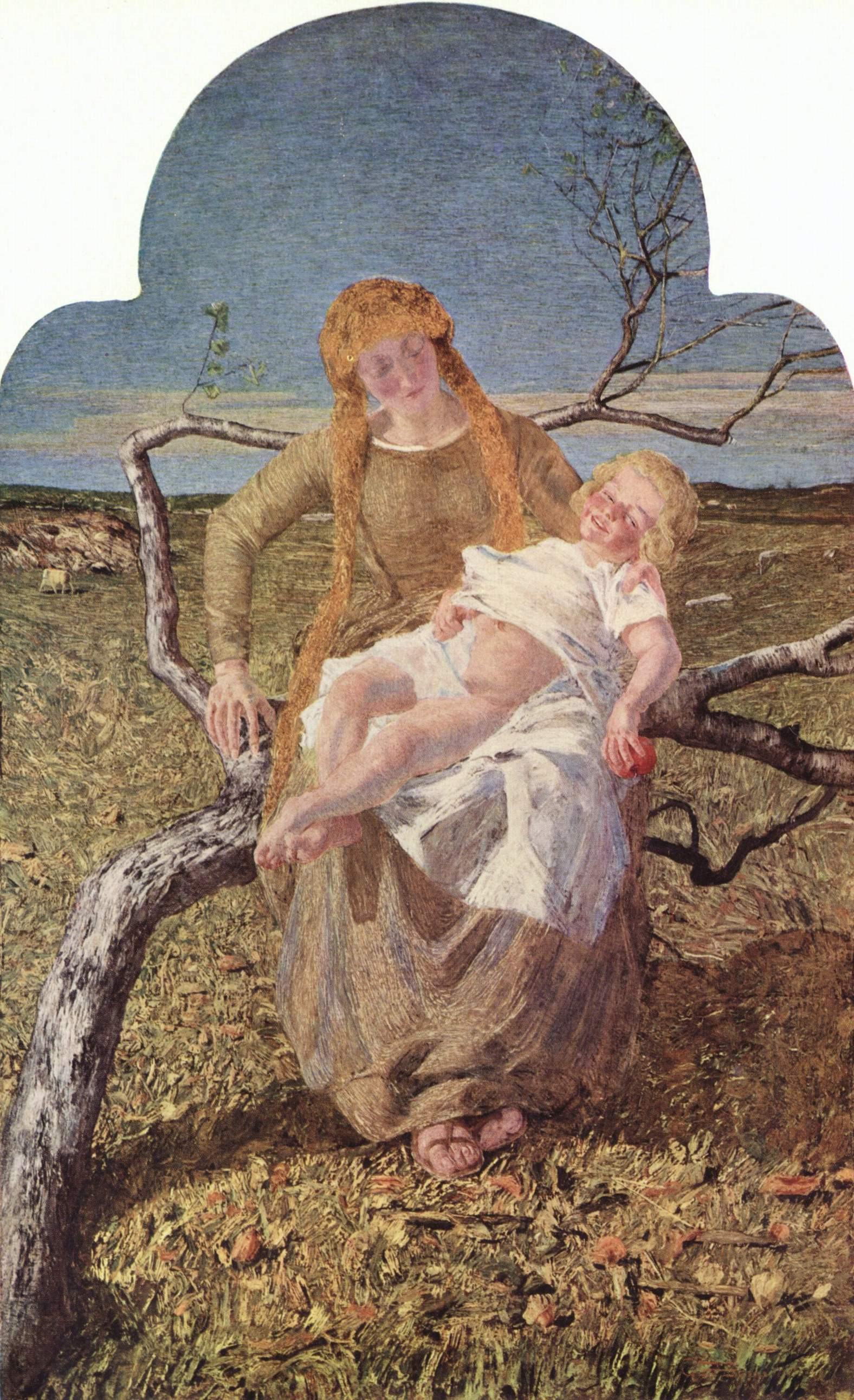
『生命の果実』（1889年）
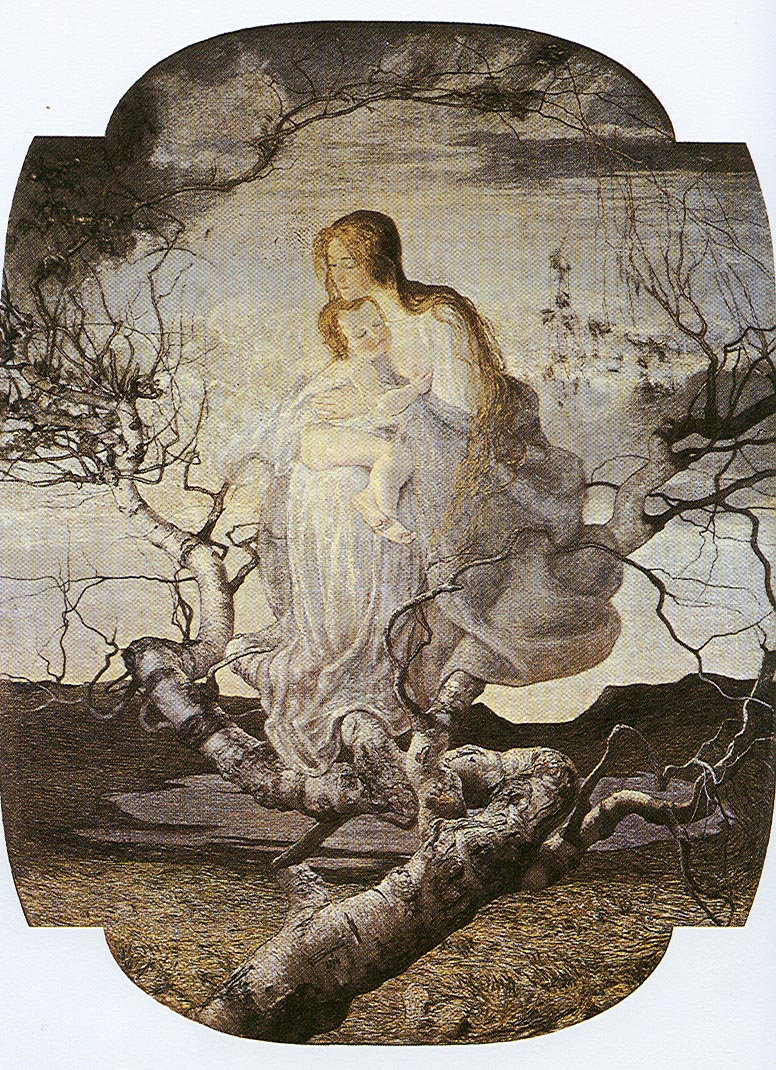
『生命の天使』（1894年）

## 作品
凍りついた氷原が広がっている光景が描かれている。画面前景には、古びた木が立っており、年若い女性が木に縛られている。女性の腹部から下は薄いローブをまとっているが、乳房から上はあらわになっている。
女性は、少し膨らんだ腹部に左手を当てている。女性の赤く長い髪の毛は、木の枝に絡みついており、両の目を閉じて頭を後方にそらし、歓喜にも苦痛にも見える表情を浮かべている。木の枝から赤ん坊の顔が生えており、女性の乳房にむしゃぶりついている。
画面左後方には、荒涼とした山々が描かれており、その手前にも枯れ木に囚われた赤い髪の女性の姿が描かれている。女性からは、へその緒のようにも枝のようにも見えるものが伸びており、その先には、赤ん坊の顔が地面の氷を破って地上に出てこようとしている様子が描かれている。
その女性の背後には、同じように赤い髪を生やした女性が、何人も並んでいる。女性たちは、生まれてくる子どもを堕ろした母親であり、当時、堕胎罪を犯した者には、死刑が処せられた。